# Lilly Scholz
Lilly Scholz (Vienna, 18 aprile 1903 – Vienna, 14 dicembre 1994) è stata una pattinatrice artistica su ghiaccio austriaca. Insieme a Otto Kaiser ha vinto la medaglia d'argento ai Giochi olimpici invernali nel 1928 e cinque medaglie al Campionato mondiale fra il 1925 e il 1929. Dopo il matrimonio ha gareggiato insieme a Willy Petter usando il suo cognome da sposata, Gaillard.

## Palmarès
Con Willy Petter
| Internazionali       | Internazionali | Internazionali | Internazionali |
| Evento               | 1931           | 1932           | 1933           |
| -------------------- | -------------- | -------------- | -------------- |
| Campionati mondiali  | 4°             |                |                |
| Campionati europei   | 3°             | 2°             | 2°             |
| Nazionali            |                |                |                |
| Campionati austriaci | 1°             | 1°             | 2°             |

Con Otto Kaiser
| Internazionali            | Internazionali | Internazionali | Internazionali | Internazionali | Internazionali | Internazionali |
| Evento                    | 1924           | 1925           | 1926           | 1927           | 1928           | 1929           |
| ------------------------- | -------------- | -------------- | -------------- | -------------- | -------------- | -------------- |
| Giochi olimpici invernali |                |                |                |                | 2°             |                |
| Campionati mondiali       |                | 3°             | 2°             | 2°             | 2°             | 1°             |
| Nazionali                 |                |                |                |                |                |                |
| Campionati austriaci      | 1°             |                |                | 1°             | 1°             | 1°             |